# سيد (المحويت)

تعديل مصدري - تعديل

سيـــد هي إحدى قرى عزلة بلاد غيل بمديرية المحويت التابعة لمحافظة المحويت، بلغ تعداد سكانها 285 نسمة حسب تعداد اليمن لعام 2004.